# Ophélia
Ophélia is een Franse dramafilm uit 1963 onder regie van Claude Chabrol. Het scenario is gebaseerd op het treurspel Hamlet van de Engelse auteur William Shakespeare.

## Verhaal
Na de dood van Yvans vader wil zijn moeder Claudia trouwen met haar zwager Adrien. Yvan weigert dat nieuwe huwelijk te erkennen en begint te fantaseren over hoe zij samen zijn vader hebben vermoord. Wanneer Adrien sterft, komt Yvan achter de ware identiteit van zijn oom.

## Rolverdeling
| Acteur           | Personage      |
| ---------------- | -------------- |
| Alida Valli      | Claudia Lesurf |
| Claude Cerval    | Adrien Lesurf  |
| André Jocelyn    | Yvan Lesurf    |
| Juliette Mayniel | Lucie          |
| Robert Burnier   | André Lagrange |
| Jean-Louis Maury | Sparkos        |
| Sacha Briquet    | Grafdelver     |